# 竜王と賢女ワシリーサ

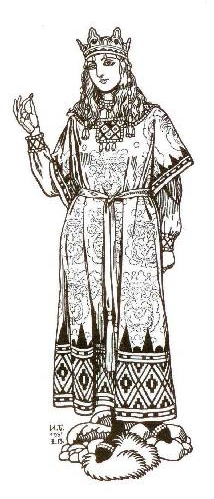
イヴァン・ビリビン画、1931年

『竜王と賢女ワシリーサ』（りゅうおうとけんじょワシリーサ。露: Морской царь и Василиса Премудрая、英: The Sea king and Vasilisa the Wise）は、ロシアの民話である。AT番号は313。
アファナーシェフによる『ロシア民話集』に類話も含めると8編が収録されている（219番から226番）。

## あらすじ

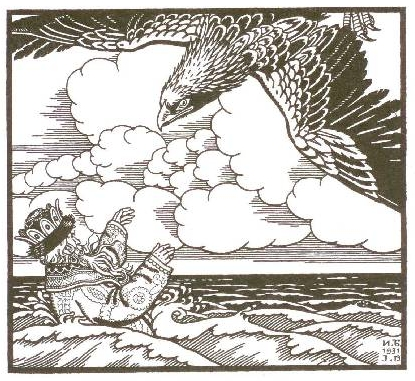
鷲は家族の元へ戻る途中に王を自分の背中から3度海に落としてはすぐに助けた。そして王に、自分が3度命を狙われた時の恐怖を知ってほしかった、と語った。

ある王が狩りの最中に鷲を見つけて狩ろうとしたが、鷲は王に助命を請うた。王は鷲の願いを聞き入れて殺さないことにした。鷲は王に3年間飼われた後、解放が決まると王を伴って家族の元へ戻った。そして飼育してもらった礼として2つの小箱を王に渡し、帰国の船も用意した。王は帰路で立ち寄った島で、鷲との約束を破って小箱の1つを開けたところ、多数の家畜が飛び出してきた。その時海から現れた不思議な男が、「王の家にある物で王の知らない物を貰う」という条件で、家畜をまた小箱の中に片付けてくれた。帰国した王は、留守中に王子が誕生していたと知り、王子をあの男に渡さなければならないと悟って悲しんだ。しかし2つの小箱からは家畜の他に緑豊かな庭園も現れ、これらを喜んだ王は男との約束を忘れてしまった。月日が流れ、あの不思議な男、竜王 (ru) が王の前に現れて約束の履行を求めた。王は成長した王子らに事の次第を打ち明け、王子を海辺に送り届けた。

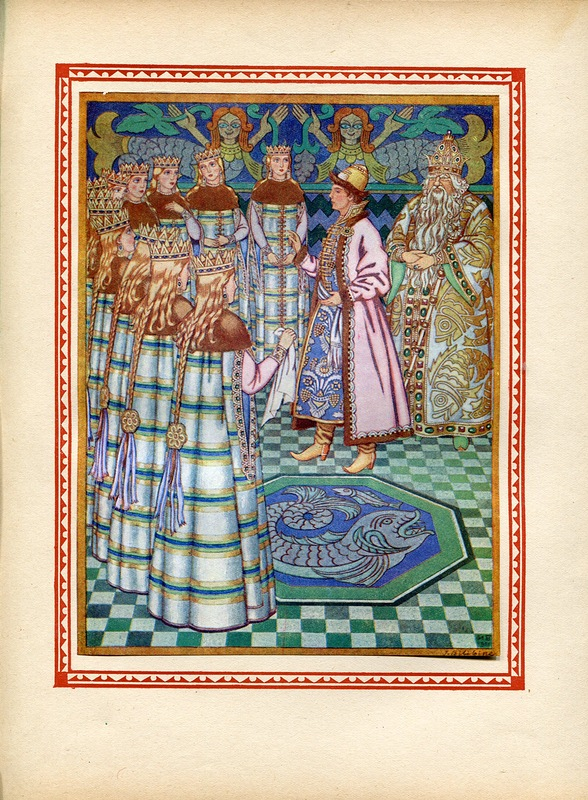
王子はそっくりな娘達の中からワシリーサを言い当てる

旅を始めた王子は、途中で出会ったヤガーばあさんに事の一部始終を話した。王子は、ヤガーばあさんの助言に従い、12羽の鷺が変身した乙女のうちの1人の衣類を隠した。衣類がないために鷺に戻れなくなった乙女ワシリーサが「父の竜王の元にあなたが来たときに、私が役に立つから」と懇願するのを聞き入れ、王子は彼女に衣類を返した。また、これも助言に従い、旅の途中で会った「食いしん坊」「大酒のみ」「寒の太郎」の3人を供にした。竜王の宮殿に到着した王子に対し、竜王は、1日目には水晶の橋を、2日目には庭園を造るよう命じたが、ワシリーサが魔力を用いて1晩で完成させて王子を助けた。竜王は、王子が難題をこなした礼に12人の娘の1人を妻に与えると告げたが、そっくりな娘達の中から同じ娘を3度言い当て、もし間違えたら死刑にすると言った。その条件を知ったワシリーサが自分を見分ける方法を王子に教えたため、王子はワシリーサを妻にすることができた。
結婚を祝う席や入浴の際も、竜王が王子に無理難題を振ってきたが、供の「食いしん坊」「大酒のみ」「寒の太郎」が王子を助けた。ワシリーサは王子を伴って父の元から逃げ出し、父の追っ手からも魔法を用いて逃れた。そして、自ら追ってきた竜王の前に蜜の川を用意したところ、竜王は蜜を全部飲み干そうとした挙げ句に腹が破れて死んだ。ワシリーサは、自分の事を王子の家族に話してもらうために王子を帰宅させた。宮殿に帰った王子は、ワシリーサの言いつけを忘れて自分の妹に挨拶のキスをしたため、ワシリーサを忘れてしまった。
ワシリーサは王子がまた戻ってくるのを3日間待ち続けていたが、4日目にとうとう都に出向いた。そして、「王子と他国の王女との婚礼にあたり、国民はパイ（ピローグ）を持参して2人に祝辞を述べよ」という御触れが出ていると知り、自分もパイを作って宮殿の祝いの席に持参した。ワシリーサが作ったパイがテーブルの上で切られると、中からは彼女が入れた2羽の鳩が現れた。雄鳩が雌鳩に「君がくわえているそのチーズ（凝乳）をおくれ」と言うと、雌鳩が「嫌です。あげたら私の事を忘れるでしょう。ワシリーサの事を忘れたように」と答えた。この言葉を聞いた王子は、宮殿に来ているワシリーサこそが妻だったと思い出した。その後王子はワシリーサと共に仲良く暮らしたという。

## 類話
この民話には他にも『海の帝王とワシリーサ・プレムードラヤ』（224番）、『湖の帝王とワシリーサ・プレムードラヤ』(222番) といった類話がある。
『海の帝王とワシリーサ・プレムードラヤ』においては、物語の中に登場する王は商人に、王子は商人の息子のイワンに、2つの小箱は黄金の宝石箱に、竜王は異教の王ロブに、12羽の鷺は3羽の鳩に、キスによってワシリーサを忘れる相手は妹から名付けの母になっている。与えられる難行も2つから3つに増えている。3人の勇者にあたる人物はみられない。
『湖の帝王とワシリーサ・プレムードラヤ』においては、鷲の飼育のエピソードはなく、旅先で王が湖の水で喉を潤そうとしたところ、湖の帝王から「王の家にある物で王の知らない物を貰う」という条件を示される。成長したイワン王子は、湖の帝王の元へ向かう途中で、老婆から教えられたとおりに13羽の鳩が変身した娘の1人、ワシリーサの衣類を隠し、彼女から黄金の指輪を受け取る。白蝋でできた教会を1晩で建てるなどの3つの難行はあるが、妻の選択に際してのためしはない。やがて郷愁に耐えかねて帰国した王子はワシリーサを忘れ、他国の王女との結婚を考えるが、別れの際にワシリーサが言ったとおり、宮殿の窓に2羽の鳩が体をぶつけるのを見て本当の妻を思い出す。

## 竜王（海の皇帝）について

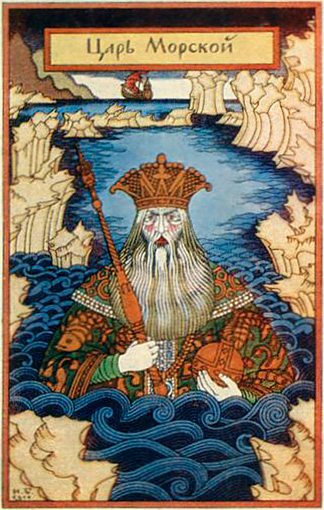
ロシアの民話に登場する海の皇帝 (Морской царь) はこのような姿で描かれることがある。（イヴァン・ビリビン画、1911年）

日本語訳では「竜王」や「海の帝王」、「湖の帝王」、「海の王」などもみられる海の皇帝（うみのこうてい。露: Морско́й царь）は、ロシアの民話の登場人物である。彼は海底の主であり、あらゆる水の支配者であり、水中に住む者達の領主であり、無数の宝の所有者である。彼はたいてい、海底の宮殿や女王、水中の人々、水の乙女たちなどを伴い、王として描写される。海の皇帝の宮殿は、水晶、銀、金そしてさまざまな宝石でできているという。その場所は漠然としており、たとえば青い海の中、島の上、イリメニ湖の中だとされる。彼が踊って楽しい時間を過ごす時には、嵐も海で吹き荒れる。彼は、ブィリーナの一つ『サドコ』やロシアの民話だけでなく、ノルウェーの民話にもみることができる。
ブィリーナのサドコの物語では、海の皇帝は商人サドコにまず富をもたらした。そしてサドコが裕福になった時、皇帝はサドコが水中の帝国に来ることを要求した。
サドコの物語に加えて、海の皇帝は前述のとおり『賢女ワシリーサ』でも重要な役割を演じている。この物語では、海の皇帝は、水の帝国の英雄となり自分の娘ワシリーサとの恋に落ちたイワン王子を留めておきたかったが、ワシリーサはイワンと共に父の元を逃げ出し、さらに父の追跡からもイワンを救った。ロシアでの海または水の王に相当する人物が登場する、このよく知られた物語の異版は、ヨーロッパだけでなく東洋の民間伝承でも普遍的にみられる。

## 関連書籍
- アファナーシエフ, アレクサンドル・H. 『ロシアの昔話』 内田莉莎子編訳
  - 福音館書店、愛蔵版、1989年6月。ISBN 978-4-8340-0102-0。
  - のち、福音館書店〈福音館文庫 F-2〉、2002年6月。ISBN 978-4-8340-1807-3。

「海の王とかしこいワシリーサ」を収録（222番にあたる）。